# 好村俊子
好村俊子（2月7日—）是日本的女性聲優。所屬Production baobab。東京都出身。

## 演出作品

### 電視動畫
1981年
- 小雙俠

1982年
- 魔法公主明琪桃子（老奶奶）

1986年
- 愛少女波麗安娜物語（福特夫人（第二代））

1987年
- 愛的小婦人物語（麥肯齊夫人）

1990年
- 麵包超人（羊阿姨）

2004年
- 殺戮都市 〜the first stage〜（杉本加世）
- MONSTER（女性）

2006年
- 光之美少女Splash Star（竹內綾乃的奶奶）
- 怪傑佐羅力（佩里）

2009年
- 蒼天航路（老奶奶）

### 遊戲
- 莎木（早田稻）

### 外語配音
- 安娜·卡列尼娜（佛倫斯卡婭伯爵夫人）
- 八爪女（莫尼彭尼小姐（露意絲·麥斯威爾））
- 大草原上的小房子
- 白宮風雲4（華克）
- 森林中的觀察者（阿爾伍德太太（貝蒂·戴維斯））
- 豪門恩怨（珍妮特）
- 神童布魯諾（海倫（莎莉·麥克琳））
- 齊天大聖
- 魂斷夢醒（海倫（凡妮莎·蕾格烈芙））
- 幸運狗（布朗院長）
- 睡人（露西（愛麗絲·德倫蒙））※軟體版
- 美女上錯身（蜜莉（雪莉·奈特））

動畫
- 唐老鴨俱樂部（羽毛蜂）
- 嘿，阿諾德！（阿諾德的奶奶歌特露德）

## 外部連結
- Production baobab公開簡歷